# Рогожень (залізничне селище)
Рогожень (рум. Rogojeni) — залізничне селище у Шолданештському районі Молдови. Входить до складу комуни, адміністративним центром якої є село Рогожень.

## Населення
За даними перепису населення 2004 року у селі проживали 672 особи.
Національний склад населення села:
| Національність | Кількість осіб | Відсоток |
| -------------- | -------------- | -------- |
| молдавани      | 651            | 96,9%    |
| українці       | 14             | 2,1%     |
| росіяни        | 7              | 1,0%     |
| Всього         | 672            | 100%     |